# Comiria
La comiria era una antigua fiesta ceremonial de Asia Menor extendida hasta Grecia que consistía en el recorte del cabello.

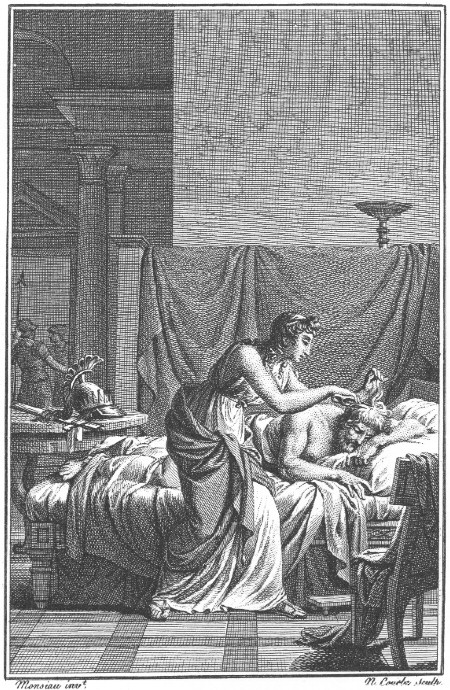
Escila cortando los cabellos al rey de Megara Niso (hijo de Pandion II y Pilía)

## Orígenes y tradición
La comiria fue una celebración ritual probablemente de origen libio que se extendió a distintos lugares de Asia Menor y Grecia, que consistía en el recorte de cabello anual del rey solar sagrado antes de su muerte ritual. El rey solar representaba en alguna medida al dios sol encarnado, por lo cual llevaba sus cabellos sin rasurar ya que los mismos simbolizaban los rayos del sol y la fuerza del rey. El tocado podía componerse de  bucles o trenzas al igual que las representaciones artísticas de las jóvenes de azul o el príncipe de los lirios respectivamente, del palacio de Cnossos (Creta).
Los jóvenes que acompañaban al rey solar durante la ceremonia, recibían el nombre de "curetes" y solían entrechocar sus armas para ahuyentar a los demonios durante las ceremonias sagradas.  Una prohibición de esta ceremonia se da en el Levítico XXI.5 En la época de Plutarco ya se adoraba a Apolo como dios sol inmortal y en prueba de ello, el rey conservaba el cabello rigurosamente sin rasurar.
La ceremonia parecía simbolizar la disputa entre el rey solar y su heredero en favor de una sacerdotisa que representaba a la diosa Luna, la cual corta durante el solsticio de verano el cabello al rey y le traiciona.

## Personajes mitológicos relacionados con esta ceremonia
Dalila corta los corta los cabellos de Sansón antes de hacer entrar a los filisteos; Blathnat ata los cabellos de Curoi a un poste en la cama, antes de llamar a su amante Cuchulain; Blodeuwedd ata el de Llew Llaw a un árbol antes de llamar a su amante Gronw; Teseo corta su cabello y se lo dedica a Apolo ; Escila entra a hurtadillas al dormitorio de su padre el megarense Niso y le corta el mechón dorado o purpúreo según algunas versiones del cual dependían su vida y su trono ;  unas mujeres de Eritrea hacen una cuerda con sus trenzas cortadas para remolcar hasta la costa una imagen tiria de Heracles que encuentran flotando en el mar Jónico frente al cabo Mesate por otra parte, algunas representaciones de Apolo Zeus, Midas, Gilgamesh, el cananeo El y las figuras masculinas griegas llamadas Kuroi o Kuros (κοῦρος, κοῦροι) llevaban asimismo el cabello sin rasurar.

### Elementos comunes entre los reyes sagrados
Los distintos reyes sagrados solares Heracles, Gilgamesh, El, Sansón etc comparten elementos en común; luchan con animales como leones o toros, se enfrentan a un ejército solos (Sansón se enfrenta a los filisteos y Heracles a las Amazonas), tienen una iconografía similar ya que Heracles, El, Sansón y Gilgamesh son representados asfixiando un león, o bien en el caso de Sansón separando las columnas del templo Dagón mientras que Heracles separa o une las Columnas de Hércules ; padecen la venganza de una mujer despechada que trata de matarlos (Deyanira hace que Heracles se ponga la túnica envenenada de Neso, Dalila corta el cabello a Sansón y los filisteos lo capturan y torturan  y Gilgamesh sufre el castigo de Ishtar que pide a Anu que le envíe el toro del cielo), Heracles carga el Universo sobre sus hombros reemplazando momentáneamente a Atlas en su tarea y Sansón carga las puertas de Gaza sobre sus espaldas; Gilgamesh se suicida enterrándose vivo junto a ochenta miembros de su corte ,  Sansón se suicida derribando el templo Dagón sobre los filisteos y él mismo, mientras que Heracles se recluye en una tumba bajo tierra luego de asesinar a sus hijos y a su esposa Megara influido por la locura que le provoca Hera ;  en alguna medida buscan la inmortalidad gloriosa, perturban el infierno y mueren al final de su reinado.

## Reyes sagrados en la Grecia helénica primitiva
En la Grecia helénica primitiva, el menor de los hermanos gemelos hijos de un rey político (o sea el que durante el parto había salido en segundo lugar del útero materno) y que no iba a heredar el trono real de su padre, debía de casarse con una sacerdotisa tribal que representaba a la diosa Luna. Esta sacerdotisa podía llevar diferentes nombres o títulos (Hera, Hebe, Deyanira etc). El hecho de que Diodoro Sículo mencione a tres héroes llamados Heracles, Cicerón eleve este número a seis y Varrón a cuarenta y cuatro ,  sugiere que el nombre de Heracles ("Gloria de hera") consistía en un título por haber defendido la soberanía divina de la diosa. El odio de Hera hacia Heracles sería una invención posterior.
Las pruebas rituales por las que iba a pasar el aspirante a rey antes de su boda podían consistir en ser armado por su futura esposa para prepararse luego a la lucha ceremonial con diferentes animales astrológicos como toros, escorpiones, serpientes y leones. Durante la coronación el rey se convertía en el hijo de un dios al que iba a representar (en el caso de Heracles a Zeus y en el caso de Teseo a Poseidón).
Los reyes sagrados solían gobernar durante un año calendario o bien un "gran año" que consistía en diez años. Al término de su mandato divino el rey debía ceder su trono a un heredero (a veces el mayor de los mellizos) y morir ritualmente. La muerte del rey podía ser de diversas maneras, atravesado por una lanza, devorado por mujeres feroces, quemado etc. Si el rey se negaba a morir, su sucesor debía reemplazarlo en la muerte ritual, tras la cual el rey luego de permanecer uno o más días en una tumba, regresaba para reclamar su trono por un nuevo período. El hallazgo de estatuillas e inscripciones indican que el rey siguió siendo quemado en efigie siglos después de que alguien fuese sacrificado en persona.